# Fragaria cascadensis
Espèce
Fragaria cascadensis, le Fraisier des cascades en français, est une espèce de plantes herbacées vivaces de la famille des Rosaceae.
Elle a été découverte récemment dans la chaîne des Cascades, dans l'Oregon aux États-Unis par la biologiste Kim Hummer. L'espèce a été décrite dans le Journal of the Botanical Research Institute of Texas.